# Lego Architecture
Lego Architecture es un producto de la compañía danesa Lego. La marca incluye una serie de sets diseñados por Adam Reed Tucker y otros diseñadores, cada uno de los cuales contiene piezas para armar un famoso edificio a pequeña escala.  

## Desarrollo
Adam Reed Tucker obtuvo el título de arquitecto en la Universidad Estatal de Kansas en 1996. Mientras estudiaba ahí, descubrió la forma de unir sus dos pasiones, el arte y la arquitectura, y tuvo la idea de utilizar bloques de Lego. A partir de entonces, fundó la compañía Brickstructures, Inc. y comenzó a diseñar y construir modelos a escala de importantes edificaciones. Su trabajo llamó la atención del Grupo Lego y juntos formaron una alianza para comercializar algunos de sus modelos bajo la marca Lego Architecture.

## Recepción
En general, la línea Lego Architecture ha sido bien recibida por los comentaristas. La periodista Jenny Williams escribió: «La escala de estos sets es bastante pequeña, así que no esperen detalles exquisitos. Pero crear con bloques Lego es una divertida forma de rendir homenaje a grandes arquitectos».

## Series
| Set     | Serie     | Nombre                         | Ubicación              | Lanzamiento | N.º de piezas | Retirado | Notas |
| ------- | --------- | ------------------------------ | ---------------------- | ----------- | ------------- | -------- | ----- |
| 21000-1 | Landmark  | Sears Tower                    | Chicago                | 2008        | 69            | Sí       |       |
| 21000-2 | Landmark  | Willis Tower                   | Chicago                | 2011        | 69            | Sí       |       |
| 21001-1 | Landmark  | John Hancock Center            | Chicago                | 2008        | 69            | Sí       |       |
| 21002-1 | Landmark  | Empire State Building          | Nueva York             | 2009        | 77            | Sí       |       |
| 21003-1 | Landmark  | Seattle Space Needle           | Seattle                | 2009        | 57            | Sí       |       |
| 21004-1 | Architect | Solomon R. Guggenheim Museum   | Nueva York             | 2009        | 208           | Sí       |       |
| 21005-1 | Architect | Fallingwater                   | Mill Run, Pensilvania  | 2009        | 811           | Sí       |       |
| 21006-1 | Architect | The White House                | Washington D. C.       | 2010        | 560           | Sí       |       |
| 21007-1 | Architect | Rockefeller Center             | Nueva York             | 2010        | 240           | Sí       |       |
| 21008-1 | Landmark  | Burj Khalifa                   | Dubái                  | 2011        | 208           | Sí       |       |
| 21009-1 | Architect | Farnsworth House               | Plano, Illinois        | 2011        | 546           | Sí       |       |
| 21010-1 | Architect | Robie House                    | Chicago                | 2011        | 2276          | Sí       |       |
| 21011-1 | Landmark  | Brandenburg Gate               | Berlín                 | 2011        | 362           | Sí       |       |
| 21012-1 | Architect | Sydney Opera House             | Sídney                 | 2012        | 270           | Sí       |       |
| 21013-1 | Landmark  | Big Ben                        | Londres                | 2012        | 346           | Sí       |       |
| 21014-1 | Architect | Villa Savoye                   | París                  | 2012        | 660           | Sí       |       |
| 21015-1 | Landmark  | The Leaning Tower Of Pisa      | Pisa                   | 2013        | 345           | Sí       |       |
| 21016-1 | Landmark  | Sungnyemun                     | Seoul                  | 2012        | 325           | Sí       |       |
| 21017-1 | Architect | Imperial Hotel (1923–1968)     | Tokio                  | 2013        | 1,188         | Sí       |       |
| 21018-1 | Landmark  | United Nations Headquarters    | Nueva York             | 2013        | 597           | Sí       |       |
| 21019-1 | Landmark  | The Eiffel Tower               | París                  | 2014        | 321           | Sí       |       |
| 21020-1 | Landmark  | Trevi Fountain                 | Roma                   | 2014        | 731           | Sí       |       |
| 21021-1 | Landmark  | Marina Bay Sands               | Singapur               | 2013        | 602           | Sí       |       |
| 21022-1 | Landmark  | Lincoln Memorial               | Washington D. C.       | 2015        | 274           | Sí       |       |
| 21023-1 | Landmark  | Flatiron Building              | Nueva York             | 2015        | 471           | Sí       |       |
| 21024-1 | Landmark  | Louvre                         | París                  | 2015        | 695           | Sí       |       |
| 21026-1 | Skyline   | Venice                         | Italia                 | 2016        | 212           | Sí       |       |
| 21027-1 | Skyline   | Berlín                         | Alemania               | 2016        | 289           | Sí       |       |
| 21028-1 | Skyline   | New York City                  | Estados Unidos         | 2016        | 598           | No       |       |
| 21029-1 | Landmark  | Buckingham Palace              | Londres                | 2016        | 780           | Sí       |       |
| 21030-1 | Landmark  | United States Capitol Building | Washington D. C.       | 2016        | 1032          | Sí       |       |
| 21031-1 | Landmark  | Burj Khalifa                   | Dubái                  | 2016        | 333           | Sí       |       |
| 21032-1 | Skyline   | Sydney                         | Australia              | 2017        | 361           | Sí       |       |
| 21033-1 | Skyline   | Chicago                        | Estados Unidos         | 2017        | 444           | Sí       |       |
| 21034-1 | Skyline   | London                         | Reino Unido            | 2017        | 468           | No       |       |
| 21035-1 | Landmark  | Solomon R. Guggenheim Museum   | Nueva York             | 2017        | 744           | Sí       |       |
| 21036-1 | Landmark  | Arc De Triomphe                | París                  | 2017        | 386           | Sí       |       |
| 21037-1 | Landmark  | LEGO House                     | Billund                | 2017        | 774           | Sí       |       |
| 21038-1 | Skyline   | Las Vegas                      | Estados Unidos         | 2018        | 487           | Sí       |       |
| 21039-1 | Skyline   | Shanghai                       | China                  | 2018        | 597           | Sí       |       |
| 21041-1 | Landmark  | Great Wall of China            | China                  | 2018        | 551           | Sí       |       |
| 21042-1 | Landmark  | Statue of Liberty              | Nueva York             | 2018        | 1685          | No       |       |
| 21043-1 | Skyline   | San Francisco                  | Estados Unidos         | 2019        | 565           | Sí       |       |
| 21044-1 | Skyline   | París                          | Francia                | 2019        | 649           | No       |       |
| 21045-1 | Landmark  | Trafagal Square                | Londres                | 2019        | 1197          | Sí       |       |
| 21046-1 | Landmark  | Empire State Building          | Nueva York             | 2019        | 1767          | No       |       |
| 21047-1 | Skyline   | Las Vegas                      | Estados Unidos         | 2018        | 501           | Sí       |       |
| 21050-1 |           | Lego Architecture Studio       | n/a                    | 2013        | 1,210         | Sí       |       |
| 21051-1 | Skyline   | Tokyo                          | Japón                  | 2020        | 547           | Sí       |       |
| 21052-1 | Skyline   | Dubai                          | Emiratos Árabes Unidos | 2020        | 740           | Sí       |       |